# پایگاه هوایی دیژون
پایگاه هوایی دیژون (به انگلیسی: Dijon Air Base) (به زبان بومی: Base aérienne 102) یک فرودگاه نظامی با کد یاتا DIJ است که یک باند فرود سنگفرش دارد و طول باند آن ۲۴۰۰ متر است. این فرودگاه در شهر دیژون کشور فرانسه قرار دارد و در ارتفاع ۲۲۱ متری از سطح دریا واقع شده‌است.